# Ośrodek „Brama Grodzka – Teatr NN”

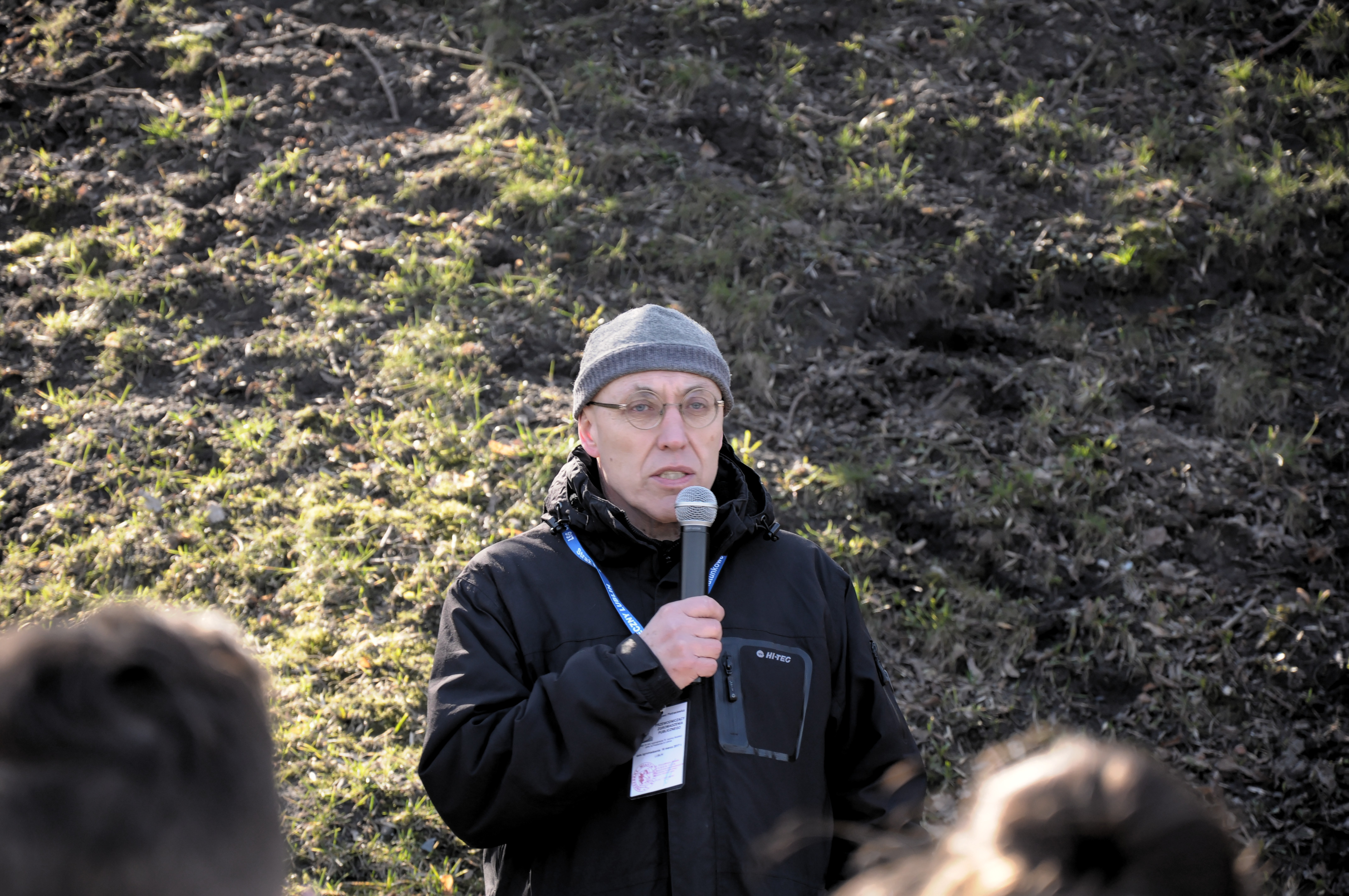
Tomasz Pietrasiewicz, założyciel i dyrektor Ośrodka

Ośrodek „Brama Grodzka – Teatr NN” (potocznie Brama Grodzka lub Teatr NN) – samorządowa instytucja kultury powstała w 1998 roku w Lublinie. Działa na rzecz ochrony dziedzictwa kulturowego i edukacji.
Ośrodek realizuje rozmaite programy, takie jak Historia Mówiona, Ikonografia Lublina, Edukacja i Animacja, Nowe Media czy Wydawnictwo. Prowadzi także Podziemia Lubelskie i Dom Słów oraz corocznie organizuje festiwale: Miasto Poezji, Zaczarowany Lublin – Spotkania z Opowiadaczami Świata i Śladami Singera.
Ośrodek mieści się w Bramie Grodzkiej w Lublinie. W wielu realizowanych programach nawiązuje do symbolicznego położenia swojej siedziby, która w przeszłości była przejściem pomiędzy miastem chrześcijańskim a żydowskim oraz miejscem spotkania różnych kultur, tradycji i religii.
Założycielem i dyrektorem Ośrodka jest Tomasz Pietrasiewicz.

## Historia Ośrodka „Brama Grodzka – Teatr NN”

### Historia powstania Ośrodka
...nie chcemy brać udziału w wyścigu o sławę, wątpliwą popularność i wątpliwe sukcesy. Właśnie ten wyścig zabija Sztukę i spycha ją na przegrane pozycje. Stąd pozwalamy sobie na rozpaczliwy gest wyniosłości wobec zgiełku i hałasu tego świata, jednocześnie pytając: Cóż warta jest Sztuka, która nie ma swojej temperatury, swojego własnego szaleństwa i która przestaje oświetlać drogę w Ciemności?

U podstaw działalności Ośrodka „Brama Grodzka – Teatr NN” leży działalność Teatru NN, który powstał w 1990 roku w Lubelskim Studio Teatralnym. Od 1992 roku, po przekształceniu się LST w obecnie istniejące Centrum Kultury w Lublinie, Teatr NN stał się gospodarzem Bramy Grodzkiej i przyległych do niej kamienic (ul. Grodzka 21, 34 oraz część 36), jednak budynki wymagały generalnego remontu. W 1998 roku Ośrodek decyzją Rady Miasta uzyskał status samorządowej instytucji kultury. W tym samym czasie zakończyły się prace renowacyjne, dzięki czemu budynki mogły być w pełni wykorzystane do działalności kulturalnej i edukacyjnej.

### Historia budynku
Brama Grodzka powstała w 1342 roku jako jeden z pierwszych murowanych elementów obwarowań Lublina wzniesionych po zezwoleniu Kazimierza Wielkiego. Pod koniec XVIII wieku przeprowadzono remont obiektu, którego projekt wykonał architekt Dominik Merlini. Aż do połowy XX wieku Brama Grodzka była również zwana Bramą Żydowską, ponieważ stanowiła przejście pomiędzy Starym Miastem Lublina a jego dzielnicą żydowską. Dzielnica ta uległa całkowitemu zniszczeniu w latach 1942-43.
Podobnie jak inne mienie żydowskie, w 1945 roku Brama została przekazana Zarządowi Miejskiemu. Jej ostatnią właścicielką była Perla Goldberg, której spadkobiercy w 1948 roku sprzedali budynek wraz z nieruchomością przy ul. Grodzkiej 21 Janowi Kowalikowi. Pozostała część obiektu przypadła Ajzie i Lai Fernsztendlik. Po remoncie budynku w 1954 roku został on oddany do użytku Liceum Sztuk Plastycznych. Po 1979 roku mieściły się tam instytucje kulturalne, takie jak Towarzystwo Przyjaciół Sztuk Pięknych, Towarzystwo Kultury Teatralnej czy Lubelskie Studio Teatralne.
Ośrodek „Brama Grodzka – Teatr NN” użytkuje obiekt od 1992 roku. Renowacja odbyła się w latach 1994-2000. Prace remontowe zostały przeprowadzone w budynku Bramy Grodzkiej oraz przyległych jej kamienicach; polegały m.in. na podbiciu fundamentów, wymianie dachu i adaptacji poddasza, wykonaniu elewacji, montażu instalacji elektrycznej i ciepłowniczej, wymianie stolarki okiennej i drzwiowej.

## Działania związane z dziedzictwem kulturowym i edukacyjne

### Spotkania Kultur
Jednym z pierwszych programów historyczno-edukacyjnych prowadzonych przez Teatr NN przed powstaniem instytucji Ośrodka „Brama Grodzka – Teatr NN” były Spotkania Kultur. Źródłem inspiracji projektu była wielokulturowa historia Lublina oraz nawiązanie do symbolicznego znaczenia Bramy Grodzkiej jako spotkania kultur, tradycji oraz religii. Program tworzony był w skali lokalnej, jednak przyczynił się do rozbudowania kontaktów międzynarodowych i kulturowego wzbogacenia Lublina.
Na początku lat 90. Teatr NN nawiązał bliskie kontakty z instytucjami i środowiskami ze Lwowa i Kijowa, w efekcie czego zorganizowane zostały liczne dyskusje, spotkania oraz wystawy. W 1992 roku zorganizowana została międzynarodowa sesja „Bruno Schulz 1892-1942” (Lwów-Drohobycz), poświęcona Bruno Schulzowi w rocznicę jego śmierci. W sesji wzięło udział kilkadziesiąt osób, w tym wybitni badacze twórczości Bruno Schulza z Polski i z zagranicy. Materiały z sesji opublikowane zostały w języku ukraińskim, jako pierwsza publikacja mająca na celu popularyzację, osobę i twórczość Bruno Schulza na Ukrainie.
W ramach projektu „Spotkania Kultur” do Lublina zapraszani byli artyści z całej Europy Środkowej: Ukrainy, Białorusi, Czech, Słowacji, Węgier, oraz Niemiec, w tym muzycy folkowi i zespoły klezmerskie. Zorganizowane zostały dwie edycje Festiwalu Spotkania Kultur. Elementem projektu była również działalność wydawnicza, w ramach której opublikowane zostały broszury, książki, zbiory poezji, albumy i pisma.

### Lublin Józefa Czechowicza

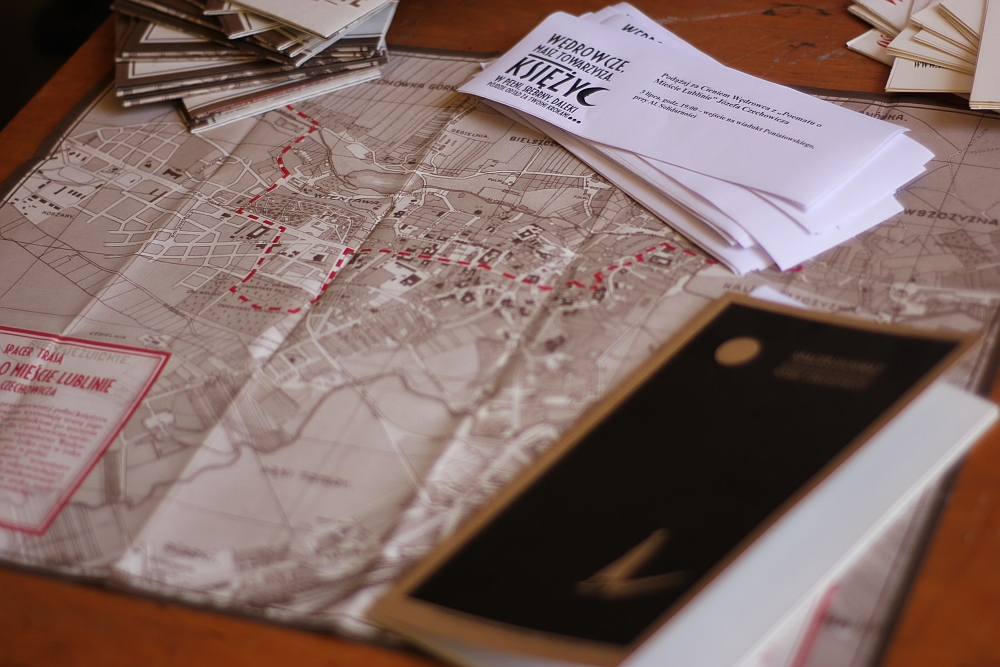
Książka, mapa i trasa Spaceru z Czechowiczem.

W Ośrodku regularnie organizowane są wydarzenia upamiętniające osobę Józefa Czechowicza, modernistycznego poety z Lublina. Pierwsze takie wydarzenie, „Czytanie Czechowicza”, odbyło się 10 września 1999 roku w sześćdziesiątą rocznicę śmierci poety. Każdego roku w dniu 15 marca, w dniu urodzin Czechowicza, o godzinie dziewiątej we wszystkich stacjach radiowych w Lublinie czytane są fragmenty „Poematu o Mieście Lublinie”. O godzinie osiemnastej w siedzibie Ośrodka „Brama Grodzka – Teatr NN” wybitni mieszkańcy Lublina czytają „Poemat…”.
Od 2003 roku, z inicjatywy prof. Władysława Panasa i Tomasza Pietrasiewicza, w noc pierwszej pełni księżyca lipca jest organizowany tradycyjny spacer po mieście – Spacer z Czechowiczem. Jest on poświęcony pamięci poety, a w szczególności jego „Poematowi o Mieście Lublinie”. Trasa spaceru wiedzie przez miejsca istotne dla życia i pracy Czechowicza: rozpoczyna się przy alei Solidarności, mija cmentarz miejski i grób poety, dalej wiedzie przez główny urząd pocztowy w Lublinie (w pobliżu którego w 1939 zmarł poeta). Następnie prowadzi na Stare Miasto – przez Bramę Krakowską, rynek, Bramę Grodzką i Kaplicę Zamkową. Uczestnicy następnie schodzą do miejsca, w którym dawniej znajdowała się ulica Szeroka. Spacer kończy się przy kościele św. Mikołaja.

### Misteria Pamięci
Misteria Pamięci to wydarzenia artystyczne o charakterze spektaklu, które rozgrywają się w przestrzeni miejskiej i miejscu nieistniejącego już miasta żydowskiego. Są połączeniem tradycji średniowiecznych misteriów z nowoczesnymi elementami audiowizualnymi. Tematem przewodnim misteriów jest zagłada żydowskiej dzielnicy w Lublinie.
Do Misteriów Pamięci zrealizowanych przez Ośrodek należą:

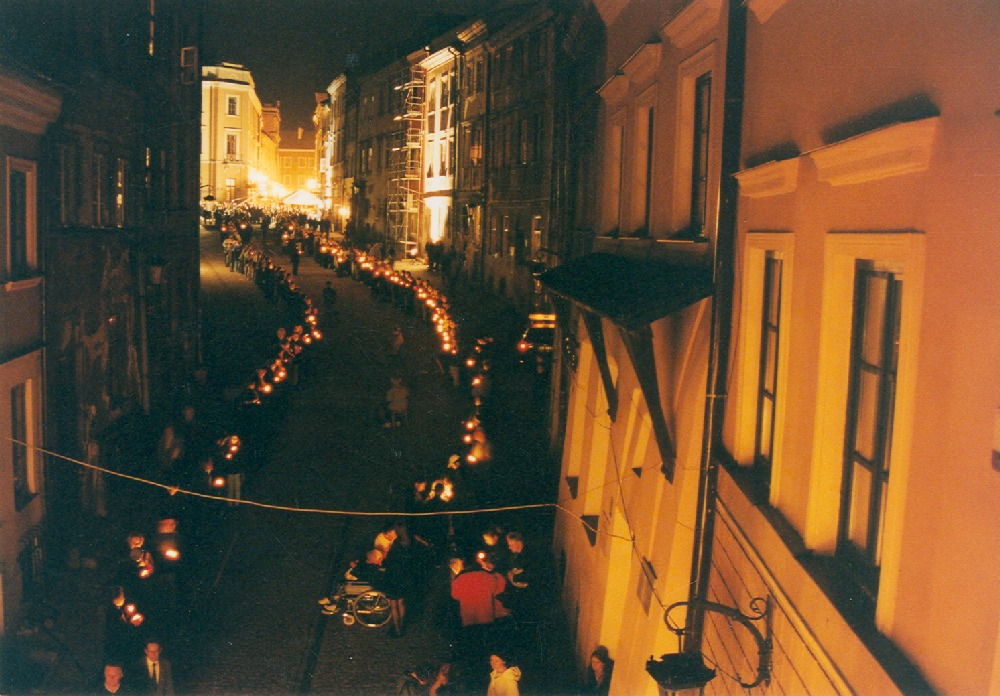
Misterium Jedna Ziemia – Dwie Świątynie

- „Jedna Ziemia – Dwie Świątynie” (2000)[15]. Misterium zostało zorganizowane w ramach I Kongresu Kultury Chrześcijańskiej w 2000 roku. Nawiązywało do historii miejsca, w którym znajduje się Brama Grodzka oraz jego symbolicznej topografii – spotkania chrześcijańskiej części miasta z dzielnicą żydowską.
- „Dzień Pięciu Modlitw” (2000)[16]. Misterium zorganizowane zostało na terenie Majdanka. Wzięli w nim udział byli więźniowie obozu koncentracyjnego, duchowni i przedstawiciele pięciu wyznań (katolicy, muzułmanie, prawosławni, protestanci, żydzi) oraz mieszkańcy Lublina, w tym ludzie młodzi.
- „Poemat o Miejscu” (2002, 2007)[17]. Od XIV wieku na terenie wokół Zamku Lubelskiego znajdowała się dzielnica żydowska, która uległa całkowitemu zniszczeniu przez Niemców w 1943 roku w ramach likwidacji lubelskiego getta. „Poemat o Miejscu” powstał, aby upamiętnić to wydarzenie, a także życie Żydów w Lublinie. W nocy z 16 na 17 marca na terenie dawnej dzielnicy żydowskiej wyłączone zostało światło, co stworzyło kontrast z oświetloną resztą miasta. Uczestnicy misterium przeszli od Bramy Grodzkiej, poprzez ulicę Zamkową i plac Zamkowy, wzdłuż ulicy u podnóża Wzgórza Zamkowego aż do miejsca, w którym stała dawniej synagoga[18]. Innym symbolem istnienia na Podzamczu dzielnicy żydowskiej było w 2004 roku zapalenie latarni przy ulicy Podwale. Jest to latarnia, która przetrwała czasy wojny i dziś pali się w dzień i noc, upamiętniając dawną dzielnicę żydowską[19].

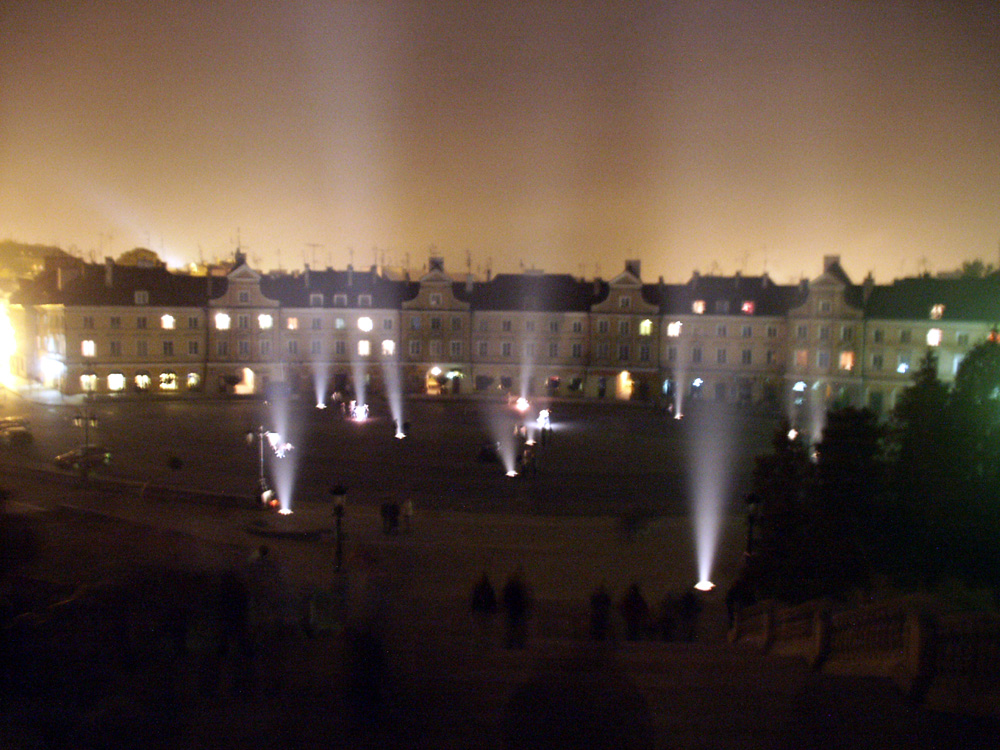
Poemat o Miejscu

- „Misterium Światła i Ciemności” (2002-)[20] jest upamiętnieniem kolejnych rocznic zagłady lubelskiego getta, która miała miejsce 16 marca 1942 roku. Misterium rozpoczyna się w godzinach wieczornych w Bramie Grodzkiej przez odczytanie setek nazwisk mieszkańców przedwojennej dzielnicy żydowskiej. W przestrzeni dawnego miasta żydowskiego gaśnie światło; w ciemności pali się tylko jedna latarnia, ocalona z miasta żydowskiego „Lampa Pamięci”[21].
- „Pamięć Sprawiedliwych – Pamięć Światła” (2008)[22]. Misterium stanowiło zakończenie projektu „Światła w Ciemności – Sprawiedliwi wśród Narodów Świata” i było połączone z promocją książki o tym samym tytule. Misterium odbyło się w dniach 26-27 września 2008 roku; jego ideą było symboliczne przekazanie pamięci o Sprawiedliwych następnemu pokoleniu, jak również upamiętnienie tragedii zamordowanych mieszkańców miasta żydowskiego.

### Zapomniana Przeszłość – Wielokulturowe Tradycje Lubelszczyzny
Projekt „Zapomniana Przeszłość – Wielokulturowe Tradycje Lubelszczyzny”, realizowany od 1 lutego 2002 do 28 lutego 2003, został zainicjowany przez Ośrodek „Brama Grodzka – Teatr NN” w celu popularyzacji dziedzictwa kulturowego regionu lubelskiego. Głównymi adresatami programu byli uczniowie gimnazjów i ich nauczyciele. Realizatorzy projektu skupili się na popularyzacji wiedzy o historii regionu, ze szczególnym naciskiem na wieloetniczność i różnorodność religijną. Celem nadrzędnym programu było przygotowanie młodzieży do rozumienia swojej „Małej Ojczyzny” i aktywnego uczestnictwa w jej życiu. Program miał również walczyć z ksenofobią, nietolerancją, rasizmem i antysemityzmem wśród młodych ludzi.

### Spotkania polsko-izraelskie
Od 2002 roku Ośrodek „Brama Grodzka – Teatr NN” w ramach projektu edukacyjnego Brama. Edukacja i Animacja organizuje wspólne spotkania dla uczniów z Polski i Izraela, w których skład mogą wchodzić warsztaty, spotkania, spacery, wymiany, szkolenia, itp. Spotkania odbywają się w języku angielskim i mają na celu przybliżenie młodzieży tradycji, kultury i historii obu krajów i narodów.

### Henio Żytomirski

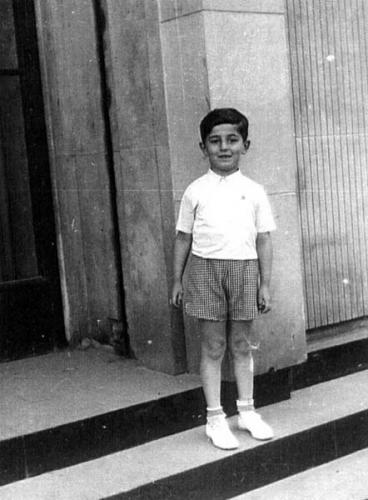
Ostatnie zdjęcie Henia Żytomirskiego

Henio Żytomirski był żydowskim chłopcem, który urodził się i mieszkał w Lublinie. W wieku dziewięciu lat został zamordowany w komorze gazowej w obozie koncentracyjnym na Majdanku. Ośrodek „Brama Grodzka – Teatr NN” upamiętnia historię lubelskich ofiar II wojny światowej, zwłaszcza dzieci, poprzez historię Henia.
„Listy do Henia” to projekt trwający od 2005 roku, w ramach którego 19 kwietnia na schodach Banku Pekao przy Krakowskim Przedmieściu eksponowany jest zestaw zdjęć i reprodukcji dotyczących Henia. Ekspozycja znajduje się w miejscu, w którym w 1939 roku chłopiec został sfotografowany na dwa miesiące przed wybuchem II wojny światowej. Istnieje również specjalna skrzynka, gdzie każdy może wrzucić list skierowany do Henia. Przesyłki są jednak zwracane nadawcom z adnotacjami „nie ma takiego adresu” lub „adresat nieznany”.
18 sierpnia 2009 roku pojawił się profil Henia na Facebooku. W imieniu chłopca publikowano zdjęcia i posty oparte na materiałach zgromadzonych przez Ośrodek, włącznie z fotografiami i listami udostępnione przez krewnych rodziny Żytomirskich. Opublikowanie profilu poprzedziła publikacja rozbudowanego serwisu internetowego poświęconego Heniowi. W lipcu 2010 roku został zamknięty ze względu na zasadę zakazującą tworzenie kont na Facebooku w imieniu osób trzecich.
W 2012 roku, 70 lat po likwidacji getta w Lublinie, historia Henia Żytomirskiego została zawarta w formie czarno-białego komiksu „Spacer”. Medium to zostało wybrane szczególnie w celu sięgnięcia docelowych odbiorców projektu – dzieci.
Henryk Żytomirski był jednym z bohaterów wystawy „Elementarz – Dzieci w obozie na Majdanku”.

### Forum Kultury Przestrzeni
- Forum Kultury Przestrzeni (FKP) to otwarta, działająca społecznie grupa osób, która inicjuje działania na rzecz poprawy lubelskiej przestrzeni[30]. Pomysł na jego stworzenie powstał w trakcie promocji numeru pisma „Scriptores” (wydawanego przez Ośrodek „Brama Grodzka – Teatr NN”) z 2005 roku pod tytułem Rozmowy o kulturze przestrzeni[31], który był w dużej mierze poświęcony współczesnemu rozwojowi Lublina. Wkrótce zrodziła się również idea spotkań Forum, zainicjowana przez urbanistę Romualda Dylewskiego. Uczestnicy spotkań wychodzili z pomysłami ich tematów: w trakcie czterech pierwszych dyskusje prowadzono na temat placów w przestrzeni, rzeźb w przestrzeni publicznej, dziedzictwa, perspektyw ruchu rowerowego w Lublinie. Forum zostało formalnie utworzone 22 listopada 2005 roku[32], zaś pierwsze spotkanie odbyło się 23 marca 2006 roku.

Jednym z wielu działań podjętych w ramach FKP było udostępnienie materiałów o lubelskim Podzamczu w celu osiągnięcia jak najwyższej jakości projektów jego zagospodarowania. Strona miała na celu pokazanie, jak ważną grupą interesu mogą być mieszkańcy Lublina zainteresowani edukacją i rozwojem kulturowej tożsamości.
Forum Kultury Przestrzeni funkcjonowało również jako forum internetowe, na którym członkowie mogli wymieniać poglądy i podejmować różnorodne inicjatywy na rzecz kultury przestrzeni. Partnerem akcji jest Ośrodek „Brama Grodzka – Teatr NN”. Idee propagowane przez Forum są aktualnie realizowane przez wiele innych podmiotów, m.in. Pieszy Lublin, Rok Jana Gehla, Porozumienie Rowerowe.
Spośród członków FKP powstała Rada Kultury Przestrzeni przy Prezydencie Miasta Lublin, do której należą 23 osoby. Zadaniem Rady jest wspieranie Prezydenta w sprawach dotyczących przestrzeni. Rada animuje działania Forum i przygotowuje stanowiska w sprawach wskazanych przez Prezydenta.

### Światła w Ciemności – Sprawiedliwi wśród Narodów Świata
Ci ludzie, dla nas Żydów, stanowili promień światła w ogólnej ciemności, przywracali wiarę w człowieka stworzonego na podobieństwo Boga. Pamięć o nich pozostanie po wsze czasy w sercu i historii narodu żydowskiego.
Jicchak Arad, Jad Waszem

Trwający od 2007 roku projekt „Światła w Ciemności – Sprawiedliwi wśród Narodów Świata” to inicjatywa podjęta przez Ośrodek, której celem jest dokumentowanie, opracowywanie oraz przywracanie pamięci o historiach ratowania Żydów na Lubelszczyźnie w czasie II wojny światowej. Od 2001 roku Ośrodek gromadził relacje mówione i materiały archiwalne od osób, które pomagały Żydom, a także od uratowanych i ich rodzin. W ramach projektu realizowane są warsztaty edukacyjne dla nauczycieli i uczniów, publikacje, wystawy, misteria i akcje informacyjne w mediach. Zarejestrowane relacje, zdjęcia i dokumenty świadków tych wydarzeń są dostępne w internetowych zbiorach Ośrodka. Ośrodek nawiązał również współpracę z partnerami z Ukrainy, którzy realizują podobny projekt w swoim kraju.
Działalność Ośrodka „Brama Grodzka – Teatr NN” w dziedzinie inicjatyw społecznych promujących dialog chrześcijańsko-żydowski i polsko-żydowski została uhonorowana w 2011 roku Nagrodą im. ks. Stanisława Musiała SJ

### Wagon.lublin.pl
W lipcu 2005 roku, w 25. rocznicę strajków na Lubelszczyźnie, jak i w całej Polsce, odbyła się pierwsza edycja projektu artystyczno-edukacyjnego „wagon.lublin.pl”. Jego celem było odwiedzenie małych i dużych polskich miejscowości związanych z wydarzeniami lata 1980 roku. Wagon Pamięci wyjechał z Lublina 17 lipca, w rocznicę strajku na lubelskiej kolei. Jechała w nim grupa kilkunastu artystów, dziennikarzy i animatorów kultury związanych z Ośrodkiem „Brama Grodzka – Teatr NN”. Po pokonaniu trasy prowadzącej przez całą Polskę wagon ostatecznie dojechał do Gdańska 14 sierpnia, w rocznicę rozpoczęcia strajków w Stoczni Gdańskiej.
Jednym z celów podróży wagonu była idea konfrontacji współczesnej rzeczywistości z ideałami i marzeniami o rewolucji społecznej, które przyświecały wydarzeniom 1980 roku. Podróż wagonu była dokumentowana na bieżąco przez uczestników w ramach „Dziennika Pokładowego”, który został utrwalony w formie publikacji.
W 2010 roku, w 30. rocznicę strajków z 1980 roku, odbyła się druga edycja projekty pod nazwą Wagon2010.lublin.pl. Podobnie jak pięć lat wcześniej, ideą podróży Wagonu Pamięci było studium rzeczywistości Polski na przestrzeni ostatnich trzydziestu lat. W trakcie tej odsłony projektu udokumentowano ok. 150 relacji dotyczących wydarzeń 1980 roku, wagon odwiedziło około 10000 osób, zaś łączna trasa przejazdu wyniosła 3950km.
Trzecia edycja projektu odbyła się w 2015 roku i miała inny charakter: Ośrodek “Brama Grodzka - Teatr NN” wydał publikację “Lubelski lipiec 1980”.

## Programy

### Historia Mówiona
- Program Historia Mówiona realizowany jest w Ośrodku od 1998 roku. Polega na rejestrowaniu, opracowywaniu i upowszechnianiu opowieści dotyczących Lublina i Lubelszczyzny, od dwudziestolecia międzywojennego do czasów współczesnych[42]. Na kolekcję składają się nagrania audio, wideo oraz fragmenty tekstowe relacji dotyczące m.in.: życia codziennego, wielokulturowości, II wojny światowej, Holocaustu, pomocy Żydom w okresie okupacji, opozycji politycznej po II wojnie światowej, niezależnego ruchu wydawniczego w PRL, oraz życia kulturalnego[43]. Wszystkie relacje są dostępne on-line w Bibliotece Multimedialnej Ośrodka „Brama Grodzka – Teatr NN”. Relacje stanowią źródło wiedzy o historii i kulturze Lublina i są wykorzystywane w reportażach radiowych i prasowych, filmach dokumentalnych, publikacjach i pracach naukowych.

### Ikonografia
- Pracownia Ikonografii. teatrnn.pl. [zarchiwizowane z tego adresu (2015-02-17)]. gromadzi fotografie, dzieła malarskie i graficzne, plany, mapy, plakaty, reklamy, dokumentacje techniczne i filmy dotyczące historii Lublina. Zbiór historycznych fotografii i innych materiałów ikonograficznych powstał dzięki współpracy z mieszkańcami Lublina, a także instytucjami lokalnymi, państwowymi i międzynarodowymi[44]. Materiały z Pracowni Ikonografii posłużyły do zbudowania wystaw i makiet poświęconych przedwojennemu Lublinowi, zaś materiały związane z powojennym Lublinem były gromadzone w ramach projektu www.wagon.lublin.pl. Materiały ikonograficzne są udostępnione w Bibliotece Multimedialnej Ośrodka „Brama Grodzka – Teatr NN”.

### Edukacja i animacja
Od początku swojej działalności Ośrodek „Brama Grodzka – Teatr NN” przywiązuje dużą wagę do działań na rzecz edukacji i animacji. W ramach tego programu zbudowano portal internetowy Latarnia Lublin. Latarnia Lublin, czyli wirtualne centrum edukacji i animacji im. Barbary Koterwas, to serwis internetowy skierowany do osób działających na rzecz edukacji i kultury. Pozwala uczniom i nauczycielom na łatwy dostęp do wiedzy o historii i kulturze miasta. Znajdują się w nim materiały dla nauczycieli, uczniów oraz gotowe scenariusze lekcji i propozycje warsztatów dotyczących edukacji kulturalnej. Projekt Latarnia Lublin realizowany jest na rzecz edukacji młodych ludzi, przy współpracy z organizacjami, instytucjami, nauczycielami, animatorami społecznymi i rodzicami.
Do działań edukacyjnych prowadzonych przez Ośrodek należą:
- Działania cykliczne, takie jak wydarzenia związane z twórczością Józefa Czechowicza, czy Misteria Pamięci[47].
- Projekty edukacyjno-animacyjne, w ramach których prowadzone są programy Bramy Pamięci, Forum Kultury Przestrzeni, czy też Spotkania Kultur[48], jak również projekty, m.in. Dom Pamięci, Spotkania Polsko-Izraelskie, Przewodnik Śladami Opowiadań Singera, czy Wagon Pamięci[48].
- Program Brama: Spotkania Polsko-Żydowskie, w ramach których szkoły i nauczyciele zachęcani są do organizowania polsko-żydowskich spotkań młodzieży. „Brama” oferuje pomoc w organizacji spotkań, warsztatów, spacerów, wymian, szkoleń, a także inne materiały edukacyjne[25].
- Szkoła Dokumentu, zrzeszająca niezależnie realizowane programy Ośrodka „Brama Grodzka – Teatr NN” w dziedzinie dokumentu, m.in. spotkania z dokumentem, warsztaty (np. animacja sieci z wykorzystaniem materiałów dokumentalnych), Historia Mówiona, wystawy, pracownia ikonografii, itp[49].
- „Bądź Odkrywcą Pamięci” – projekt mający na celu przybliżenie młodzieży i zainteresowanym historię Lublina, aby lepiej mogli oni poznać i zrozumieć miejsce, w których żyją. Odkrywając przeszłość miasta uczestnicy mogą stać się Odkrywcami Pamięci. Działania projektu skupiają się w trzech programach: „Środki Świata”, „Lublin – Moje Miasto”, i „Szkolne Kluby Odkrywców – ścieżkami pamięci”[50].
- Sprawiedliwi Wśród Narodów Świata
- Historia Mówiona – Edukacja[51]
- Spotkanie z opowieścią[52]
- Dopisane Losy[53], symboliczne działanie mające na celu przywrócić pamięć o mieszkańcach Lublina zamordowanych podczas II wojny światowej poprzez dopisywanie krótkich (fikcyjnych) opowieści o tych mieszkańcach[54].
- „Lublin – wszystkie kolory tęczy” był projektem, który odbył się w 2011 roku w celu integracji dzieci pełno i niepełnosprawnych poprzez pięciu wspólnych warsztatów w siedmiu placówkach[55].

### Lubelska Trasa Podziemna
W 2005 roku Ośrodek przejął tzw. Lubelską Trasę Podziemną, która jest zaliczana do głównych atrakcji lubelskiego Starego Miasta. Lubelskie Podziemia są trasą turystyczną o charakterze edukacyjnym, o długości ok. 280 m, która biegnie pod przestrzenią miejską Rynku i Starego Miasta. Trasa została stworzona dzięki połączeniu kilkunastu staromiejskich piwnic, datowanych na początek XVI wieku. W podziemnych labiryntach znajduje się pięć makiet, które przedstawiają Lublin w różnych okresach rozwoju. Na końcu trasy zbudowano ruchomą makietę Wielkiego Pożaru Lublina z 1719 roku.

### Dom Słów
Kolejnym projektem Ośrodka „Brama Grodzka – Teatr NN” jest Dom Słów, znajdujący się przy ul. Żmigród 1 w Lublinie. Od 2006 roku funkcjonował on jako Izba Drukarstwa, która rozpoczęła działalność przy ul. Żmigród 1 i stanowiła kontynuację Izby Tradycji Drukarstwa Lubelskiego, która z kolei znajdowała się w tym miejscu od 1972 roku do połowy lat 90. 3 października 2014 roku nastąpiło ponowne otwarcie instytucji pod nową nazwą. Dom Słów pełni funkcję muzealną i edukacyjną. Jego program powstał wokół znaczenia słowa – mówionego i drukowanego – w życiu społecznym i kulturze, oraz wolności słowa jako czynnika wpływającego na zmiany społeczne.
W pomieszczeniach dawnej drukarni stworzono stałą ekspozycję, na której można zobaczyć stare maszyny drukarskie i urządzenia introligatorskie oraz dowiedzieć się o historii książki i drukarstwa w Lublinie. Wystawa obejmuje pomieszczenie drukarni z zecernią, pracownię litografii, papiernię i introligatornię. Organizowane są również warsztaty, w ramach których uczestnicy mogą czerpać papier, składać tekst, uczyć się kaligrafii czy też tłoczyć druk na tradycyjnej prasie drukarskiej. Zwiedzający mają również możliwość zapoznania się z osobą Józefa Łobodowskiego, patrona Domu Słów.
W czerwcu 2011 roku otwarta została wystawa „Siła Wolnego Słowa”. Jej główną ideą jest historia narodzin w Lublinie podziemnego, niezależnego ruchu wydawniczego. Wystawa pokazuje obieg wydawniczy, który funkcjonował w Lublinie or roku 1976, kiedy została uruchomiona podziemna drukarnia „Spotkania”. Wystawa pokazuje drukarnie podziemia, powielacze, jak również kolportaż ocenzurowanych i zakazanych książek; dzięki temu wystawa funkcjonuje jako opowieść o historii wolnego słowa w państwie totalitarnym. Towarzyszy jej program edukacyjny, skupiający się na znaczeniu słowa „wolność”.
Poza wystawami i warsztatami organizowanymi w Domu Słów, jest on również inicjatorem cyklu spotkań poświęconych typografii i grafice użytkowej „Typolub”. Pierwsza edycja projektu odbyła się w 2013 roku.

### Laboratorium Nowe Media
Laboratorium działa w strukturze Ośrodka od 1 stycznia 2009 roku. Jego głównym zadaniem jest opowiadanie o historii i dziedzictwie wielokulturowym Lublina z wykorzystaniem nowych mediów. Podstawowe cele Laboratorium są realizowane w ramach szerszego projektu Lublin. Lokacja 2.0, który rozwija ideę „inteligentnego miasta” poprzez poszerzenie jego definicji o elementy kulturalne i historyczne Te z kolei realizowane przez wykorzystanie nowych mediów i innowacyjnych technologii. Laboratorium Nowe Media promuje również edukację z zakresu innowacji, nowych technologii i nowych sposobów opowiadania historii.
Do wcześniejszej działalności Ośrodka w dziedzinie nowych mediów należała m.in. Wirtualna Biblioteka Lublina i Regionu Lubelskiego. Funkcjonowała ona od czerwca 2003 roku jako część strony tnn.lublin.pl, tworzonej przez Redakcję Internetową – ówczesny odpowiednik Laboratorium. Biblioteka stanowiła jedną z pierwszych bibliotek cyfrowych w Polsce.

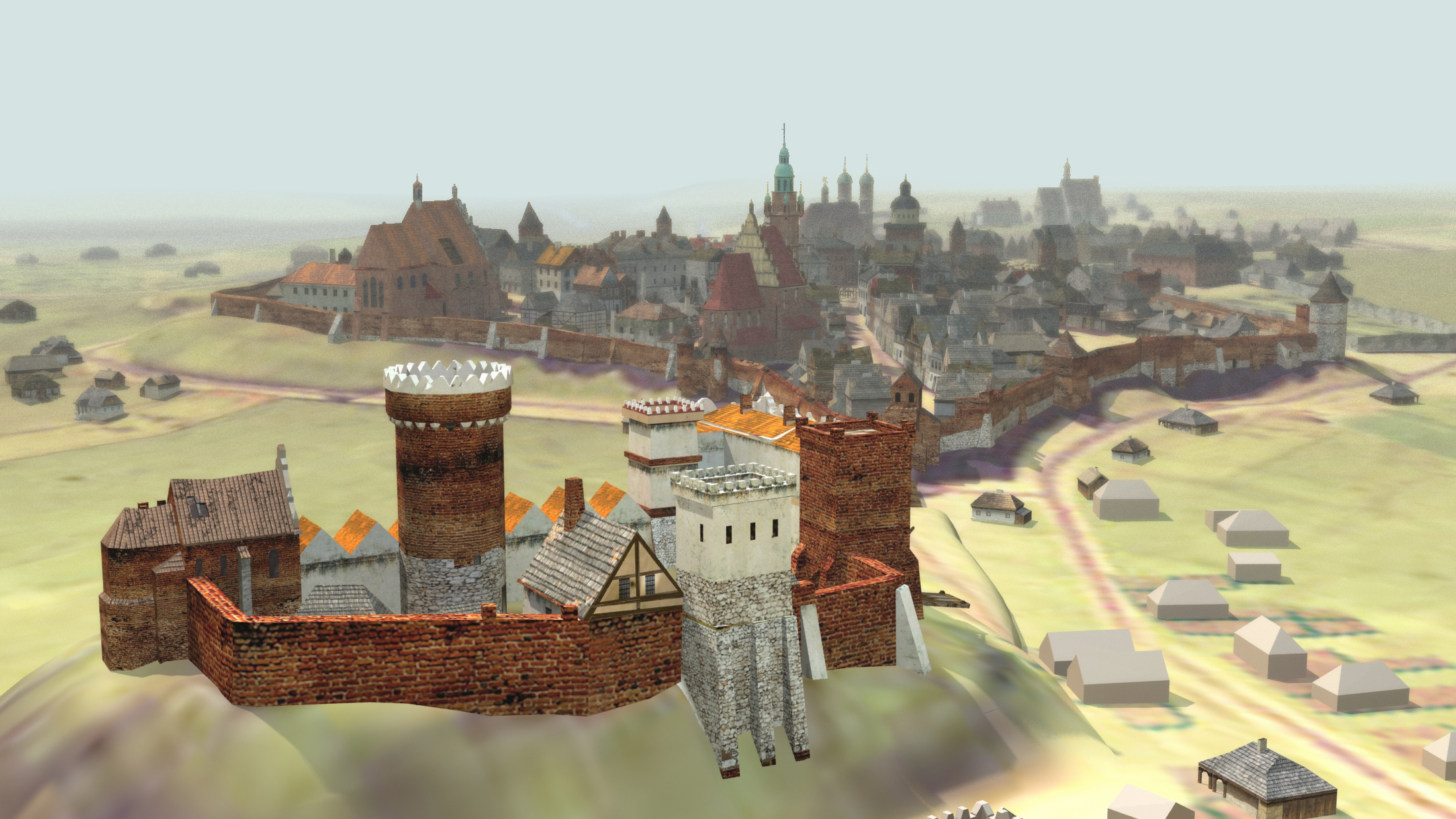
Makieta Lublina w XVI wieku

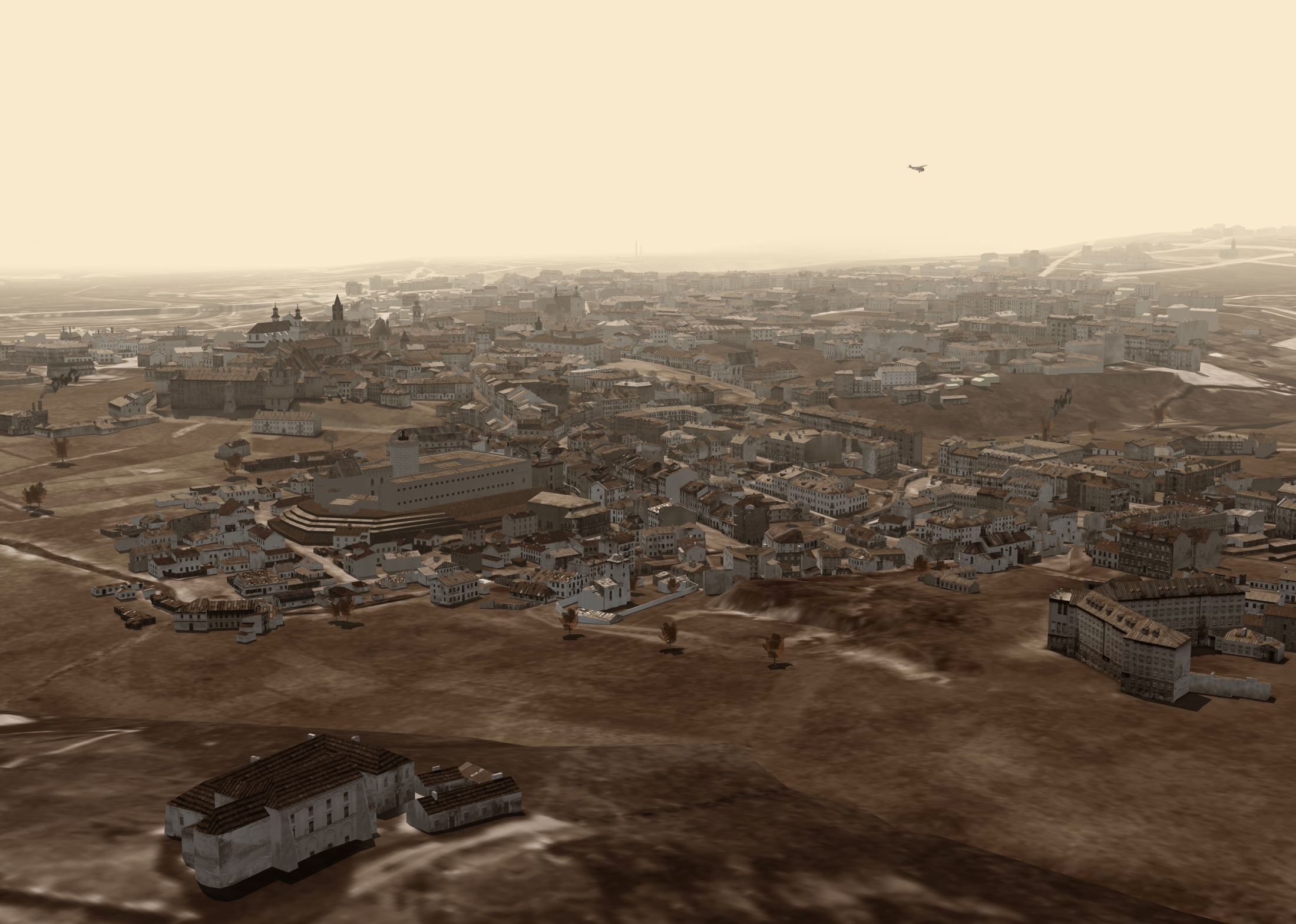
Makieta Lublina na początku XX wieku

W ramach Laboratorium Nowe Media prowadzoną były lub są projekty:
1. Biblioteka Multimedialna, należąca do Federacji Bibliotek Cyfrowych opartych na systemie dLibra, stanowi zbiór wiedzy i informacji zgromadzonych przez Ośrodek „Brama Grodzka – Teatr NN”. Użytkownik ma dostęp do materiałów archiwalnych stanowiących zasoby biblioteki w trzech głównych kategoriach:
  - Historia Mówiona składa się ze zbiorów świadectw mieszkańców Lublina i osób z nim związanych, którzy opowiadają o swoich doświadczeniach i wspomnieniach dotyczących miasta i jego historii. W zbiorach Historii Mówionej znajdują się nagrania audio i wideo (relacje mówione) oraz kolekcje ikonograficzne.
  - Pracownia Ikonografii [online], teatrnn.pl [zarchiwizowane z adresu 2015-02-17]. gromadzi materiały fotograficzne, malarskie, graficzne, mapy, plany i filmy. Wersje cyfrowe tych materiałów są dostępne poprzez system dLibra, na podstawie którego funkcjonuje Biblioteka Multimedialna.
  - Teksty. Kolekcja gromadzi książki, czasopisma, artykuły i opracowania dotyczące historii i kultury Lublina i Lubelszczyzny oraz dokumentację działalności Ośrodka „Brama Grodzka – Teatr NN”.
2. Leksykon Lublin funkcjonuje jako kompendium wiedzy nie tylko Lublina, ale również regionu lubelskiego, jak i poszczególnych zagadnień związanych z historią Polski. Jest on encyklopedią, której celem nadrzędnym jest przedstawienie zagadnień istotnych dla Lublina i regionu lubelskiego: profilów biograficznych osób związanych z Lublinem i jego przeszłością, haseł opisujących dziedzictwo kulturowe Lublina w kategoriach historii, kultury i wielokulturowości, architektury i urbanistyki, oraz gospodarki.
3. Makiety i przewodniki. Projekt „Lublin 2.0 – Interaktywna rekonstrukcja dziejów miasta” miał na celu stworzenie czterech wirtualnych makiet Lublina, obrazujących jego rozwój terytorialny i architekturę w wiekach: XIV, XVI, XVIII oraz w latach 30. XX wieku[70]. Projekt jest realizowany w ramach szerszego programu Ośrodka „Brama Grodzka – Teatr NN”, związanego z przygotowaniami do obchodów 700. rocznicy lokacji Lublina na prawie magdeburskim. Pierwszym etapem projektu, zakończonym w 2011 roku, była budowa wirtualnej makiety fragmentu Lublina z okresu 20-lecia międzywojennego. Doświadczenie zdobyte podczas realizacji makiety zostało wykorzystane przy tworzeniu czterech wirtualnych makiet Lublina pozwalających zwizualizować miasto w różnych fazach jego rozwoju. Laboratorium Nowe Media Ośrodka „Brama Grodzka – Teatr NN” stworzyło również wirtualne przewodniki po Lublinie z wykorzystaniem poszerzonej rzeczywistości. Przy użyciu aplikacji mobilnej Layar, użytkownicy mogą na nowo odkryć miasto i poznać jego historię i wielokulturowe dziedzictwo podążając różnymi ścieżkami opracowanymi przez Ośrodek.
4. Remiks Dokumentalny[71]. Celem projektu skierowanego do młodzieży były poszukiwania nowych metod kreatywnego wykorzystywania nowych technologii medialnych w tworzeniu cyfrowych narracji opartych na materiałach dokumentalnych. Projekt odbył się między marcem a listopadem 2014 roku. Składały się na niego się warsztaty z remiksu (przetwarzania materiałów cyfrowych), spotkania z dokumentalistami, platforma e-learningowa i kurs internetowy, RemiksLab – trzydniowe spotkanie, którego uczestnicy w czterech grupach warsztatowych pracowali nad wykorzystaniem idei remiksu w scenariuszach zajęć, projektach, aplikacjach, wizualizacjach itp.[72] – oraz publikacja multimedialna mająca streścić doświadczenia, zagadnienia merytoryczne i efekty projektu.
5. THATCamp (The Humanities and Technology Camp) to otwarte, nieformalne spotkania poświęcone związkom między naukami humanistycznymi i technologią. Mają one na celu promowanie humanistyki cyfrowej i integrację polskiego środowiska badaczy kultury cyfrowej[73]. W Polsce spotkania te odbyły się w Lublinie w październiku 2012 roku i kwietniu 2013 roku i były organizowane przez platformę Historia i Media, Wiedza i Edukacja, Ośrodek „Brama Grodzka – Teatr NN” oraz Fundację Piąte Medium[74].
6. TechKlub[75]. Laboratorium Nowe Media Ośrodka „Brama Grodzka – Teatr NN” zajmuje się również koordynacją TechKlubów organizowanych comiesięcznie w Lublinie od 2014 roku. Jest to inicjatywa spotkań z ekspertami w dziedzinie nowych technologii[76], których uczestnicy rozmawiają na temat technologii i ich wykorzystania w pracy w organizacjach i społecznościach lokalnych.
7. Lublin w dokumencie[77] to wspólny projekt Ośrodka „Brama Grodzka – Teatr NN” oraz Archiwum Państwowego w Lublinie, którego pomysłodawcą jest dr Marcin Pytel. Celem projektu jest popularyzacja historii Lublina w XIV, XV i XVI wieku poprzez udostępnienie – w formie interaktywnej – najstarszych lubelskich dokumentów miejskich przechowywanych w Archiwum Państwowym w Lublinie. Projekt ma również wartość edukacyjną: dzięki materiałom zawartym w serwisie użytkownicy mogą zdobywać umiejętności czytania i analizy dawnego pisma i dokumentów[78].

## Działalność teatralna

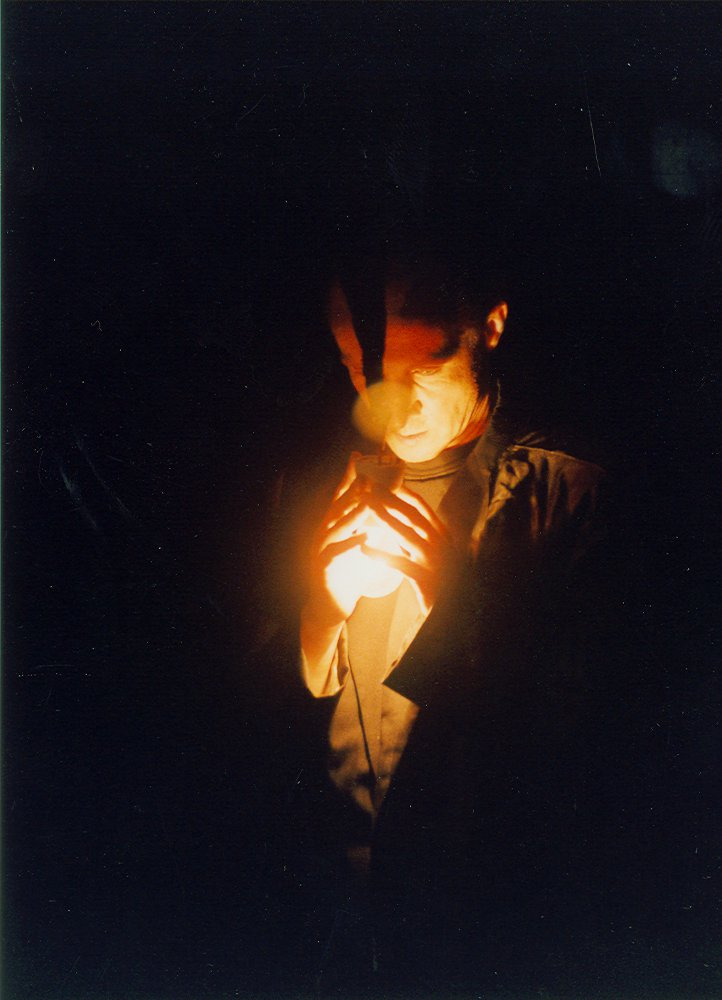
Artysta Teatru NN podczas spektaklu „Inwokacja”

Działalność teatralna leży u podstaw działalności Ośrodka. Teatr NN powstał w 1990 roku; jego twórca, Tomasz Pietrasiewicz, był wcześniej związany z Lubelskim Studio Teatralnym w ramach Grupy Chwilowej. Nazwa teatru jest odniesieniem do łacińskiego skrótu n.n. – nomen nescio, „niewiadomego imienia”. Nawiązuje on do pierwotnego zamiaru twórców Teatru NN do powrotu do średniowiecznej tradycji anonimowych artystów, którzy tworzyli ad maiorem Dei gloriam.
Pierwszym spektaklem nowo powstałego teatru stały się «Wędrówki niebieskie» na podstawie książki polskiego astronoma Jarosława Włodarczyka pod tym samym tytułem. Premiera odbyła się w 11 maja 1990 w reżyserii Tomasza Pietrasiewicza. Kolejnym przedstawieniem, które odbyło się w 1991 roku, stały się «Ziemskie pokarmy»
W maju 1992 roku miała swoją premierę sztuka „Inwokacja”. W przeciwieństwie do poprzednich spektakli, w „Inwokacji” zagrał tylko jeden aktor – Witold Dąbrowski. Sztuka zawierała wiele odniesień do tekstów Kafki, poruszając tematy śmierci i umierania, sensu życia i wartości ludzkiej egzystencji. «Inwokacja» została wystawiona wiele razy i zdobyła jedną z głównych nagród na Ogólnopolskim Festiwalu Teatrów Jednego Aktora, który odbył się w Toruniu w 1993 roku.

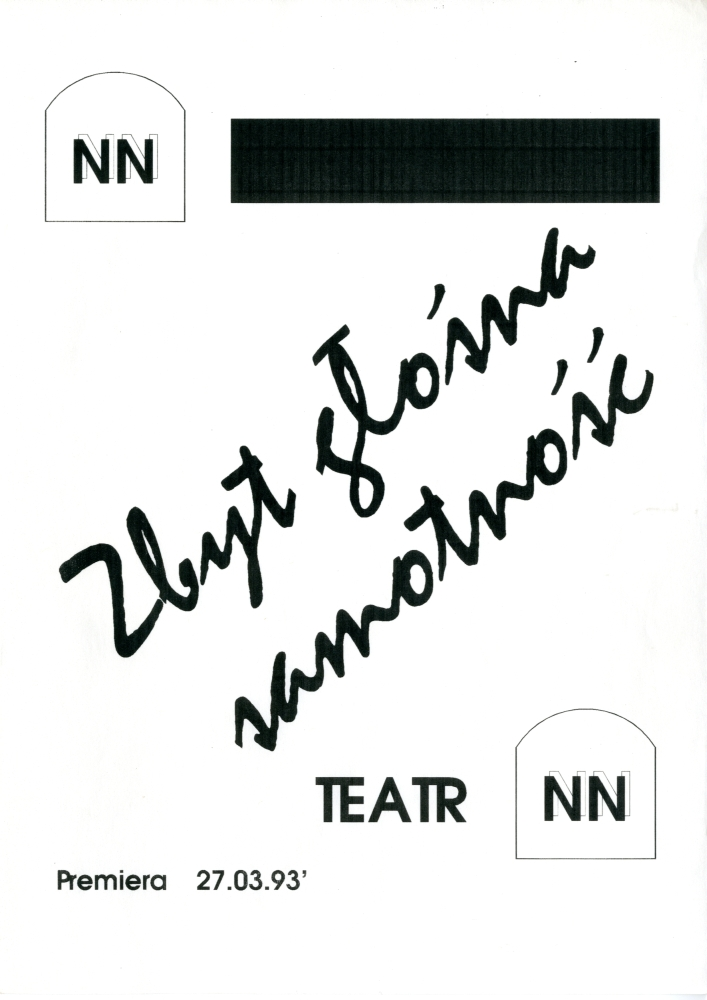
Poster spektaklu „Zbyt głośna samotność”

Następną sztuką, której premiera odbyła się 26 marca 1993, była «Zbyt głośna samotność» oparta na książce pod tym samym tytułem Bohumila Hrabala. Jedyną rolę odegrał Henryk Sobiechart. Adaptacja powieści Hermana Melville'a „Moby Dick” odbyła się w czerwcu 1995 roku i była, według Tomasza Pietrasiewicza, rozstaniem się z poprzednim etapem teatralnego życia reżysera. Kiedy po długiej przerwie powrócił do pracy reżysera, akcent przesunął się na opowiadanie historii.
Nowy spektakl został wystawiony 28 kwietnia 2001. Był nim „Był sobie Raz». Wraz z przeznaczone w lutym 2002 spektaklem «O Tym Jak Fajwł szukał samego Siebie», a w czerwcu tego samego roku spektaklem „Tajbełe i jej demon”, te występy są rodzajem chasydzkiego tryptyku opowieści. Pierwszy i ostatni spektakl opiera się na utworach Isaaka Bashevisa Singera.
We wrześniu 2007 roku, w repertuar teatru do repertuaru teatru została dodana kolejna sztuka. Były nią „Opowieści z Bramy”, oparte na dokumentach, relacjach świadków, tekstach literackich. Spektakl, który czasem przybierał formę ballady, a nawet kantaty, opisuje Bramę Grodzką i ludzi, których życie zostało związane z nią.
Następna praca Tomasza Pietrasiewicza i Witolda Dąbrowskiego „Opowieści z Bramy – Ostatni demon» połączyła teksty Singera „Ostatni demon” i „Tajbełe i jej demon”. Premiera odbyła się w styczniu 2009 roku w teatrze im. Juliusza Osterwy.
Najbardziej znany utwór Isaaka Bashevisa Singera, „Sztukmistrz z Lublina”, stał się podstawą do następnego przedstawienia, wystawionego 29 września 2010. Spektakl nie miał żadnych rekwizytów i scenografii. Wszystkie role wykonywane były przez Witolda Dąbrowskiego.
Na X Festiwalu Kultury Żydowskiej w Warszawie w sierpniu 2013 został przedstawiony nowy spektakl – „Zapomniane Opowieści cadyków í rabinów».
Pierwszą premierą 2015 roku stały się «Opowieści z Nocy» na temat Holokaustu. W spektaklu została użyta poezja poety żydowskiego, urodzonego w Lublinie Jakuba Glatsztejna oraz wspomnienia świadków Holocaustu.

## Działalność wydawnicza
Ośrodek „Brama Grodzka – Teatr NN” od początku swojej działalności prowadzi program wydawniczy, w ramach którego publikowane są książki, poematy i zbiory poezji (m.in. twórczość Józefa Czechowicza czy Julii Hartwig), jak również pismo „Scriptores” (wcześniej „Scriptores Scholarum”).
Program wydawniczy Ośrodka „Brama Grodzka – Teatr NN” związany jest z porządkowaniem i popularyzowaniem wiedzy o dziedzictwie kulturowym Lublina. Lista wszystkich publikacji wydawniczych Ośrodka jest dostępna na jego stronie, a większość materiałów jest również dostępna online na stronach Biblioteki Multimedialnej Teatru NN.

## Wystawy
Ośrodek „Brama Grodzka – Teatr NN” zrealizował wiele ekspozycji poświęconych głównie historii Lublina i jego mieszkańców. Najważniejszą z nich jest multimedialna wystawa „Lublin. Pamięć Miejsca”. Znajduje się ona w siedzibie Ośrodka od 2011 roku i stanowi uzupełnioną i zmodernizowaną formę wystawy „Portret Miejsca”. Wystawa „Portret Miejsca” funkcjonowała we wnętrzu Bramy Grodzkiej od 1999 roku.
Wystawa „Lublin. Pamięć Miejsca” poświęcona jest przedwojennemu Lublinowi i jego wielokulturowości. Ekspozycja została zbudowana tak, by wizualnie przypominała wnętrze archiwum, dlatego jej ważnym elementem są metalowe regały z segregatorami. Integralną część wystawy stanowi kilkanaście stanowisk komputerowych, pozwalających na przeglądanie zawartości baz danych (ikonografii, Historii Mówionej, tekstów). Zwiedzający ekspozycję jednocześnie oglądają archiwalne zdjęcia, słuchają wykreowanych dźwięków przedwojennego miasta i mogą znaleźć informacje o konkretnych miejscach – domach, ulicach – w ułożonych na półkach segregatorach.
Wystawa ma formę instalacji artystycznej. Pierwsza część opowiada o życiu codziennym lubelskich Żydów (do 1939 roku). Druga część jest poświęcona pamięci o zagładzie społeczności żydowskiej w Lublinie. Ważnym elementem wystawy jest również makieta Starego Miasta i dzielnicy żydowskiej sprzed II wojny światowej.
Inne wystawy zorganizowane przez Ośrodek to:
- „Wielka Księga Miasta. Lublin w fotografii do 1939 roku” (1998) – ekspozycja starych fotografii, pokazujących przedwojenny Lublin[93];
- „Elementarz. Życie dzieci w obozie na Majdanku” (2003) – historia żydowskich, białoruskich i polskich dzieci więzionych i zamordowanych w obozie koncentracyjnym na Majdanku. Wystawa znajduje się na terenie Muzeum na Majdanku[94];
- „Pamięć Sprawiedliwych – Pamięć Światła” (2008) – dopełnienie wystawy „Portret Miejsca”[95].

Ponadto wystawy Ośrodka są również organizowane w ramach Domu Słów.

## Festiwale

### Festiwal Miasto Poezji
Ośrodek „Brama Grodzka – Teatr NN” od 2008 roku organizuje festiwal literacki „Miasto Poezji”. Ideą festiwalu jest promowanie Lublina jako miasta poezji i poetów. W czasie trwania wydarzenia odbywają się liczne spotkania, spektakle, happeningi, zlokalizowane w przestrzeni miejskiej. Patronem festiwalu jest Józef Czechowicz.

### Międzynarodowy Festiwal Śladami Singera

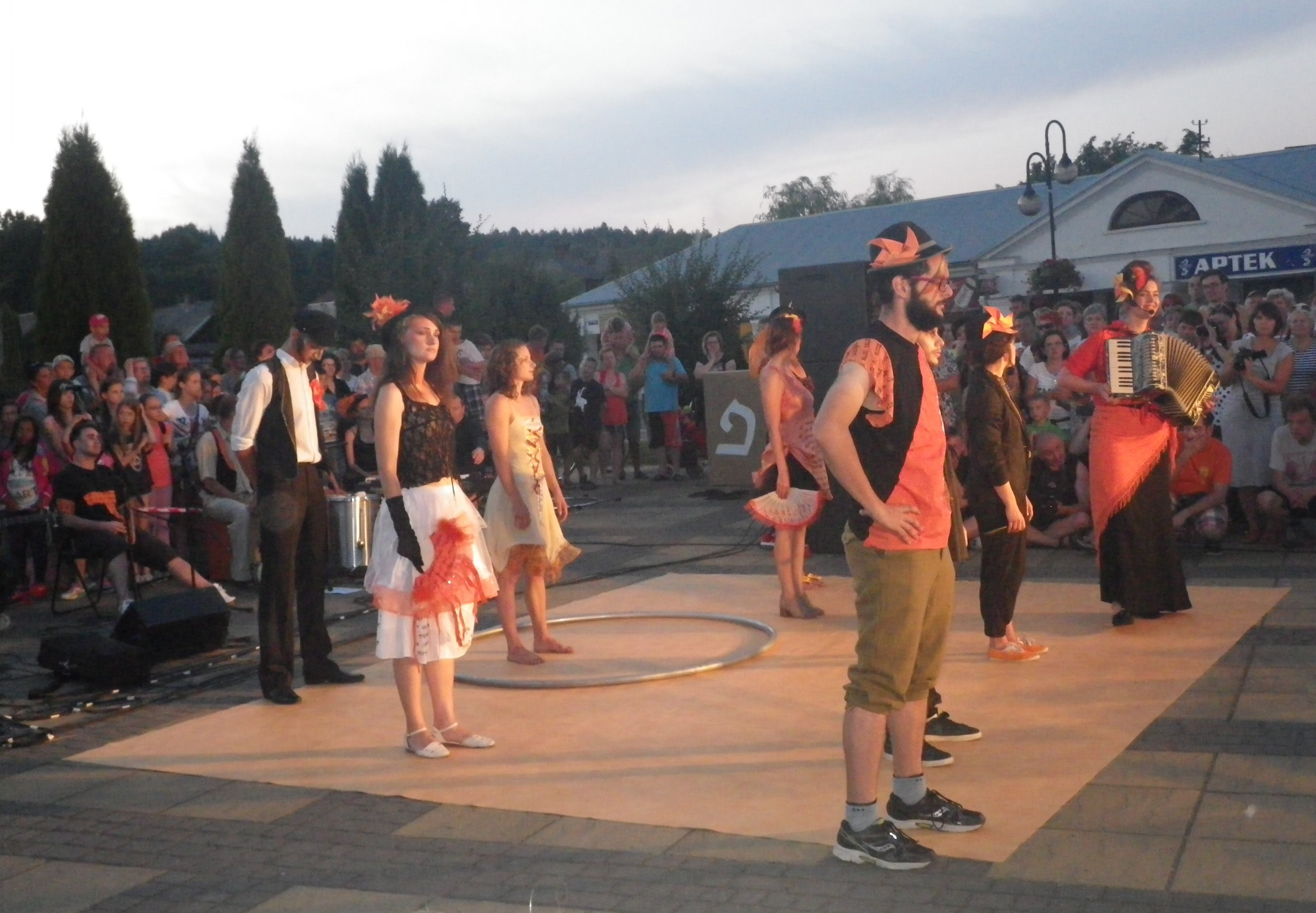
Koncert festiwalu "Śladami Singera" w Krasnobrodzie, 2015

Międzynarodowy festiwal organizowany od 2011 roku przez Ośrodek „Brama Grodzka – Teatr NN”. Ideą festiwalu jest podróż śladami opowiadań laureata literackiej Nagrody Nobla, Izaaka Baszewisa Singera. Grupa animatorów, artystów i wolontariuszy odwiedza miejscowości na Lubelszczyźnie, w których toczyła się akcja opowiadań Singera, m.in. Tyszowce, Szczebrzeszyn, Bychawę, Lublin, Józefów, Biłgoraj. W trakcie imprezy odbywają się spektakle, pokazy filmów, koncerty, parady. Jest to projekt artystyczno-edukacyjny, w ramach którego tworzone są m.in. warsztaty dla młodzieży. W wydarzeniu biorą udział wolontariusze z całego świata, którzy zachęcają mieszkańców do poznawania historii swoich miasteczek i wspólnych działań artystycznych.

### Zaczarowany Lublin. Spotkania z opowiadaczami świata
„Zaczarowany Lublin. Spotkania z opowiadaczami świata” to cykliczne wydarzenie kulturalne organizowane przez Ośrodek „Brama Grodzka – Teatr NN” w Lublinie od 2010 roku. Głównym celem festiwalu jest przybliżenie mieszkańcom miasta opowiadań i legend związanych z regionem. Na festiwalu obecni są profesjonalni opowiadacze historii, którzy prezentują lubelskie opowieści. Dotychczasowi goście festiwalu pochodzili m.in. z Włoch, Francji, Maroko, Argentyny, czy Rosji. Festiwal odbywa się na Starym Mieście w Lublinie i jest skierowany głównie do dzieci i młodzieży. W trakcie imprezy organizowane są konkursy, gry dla dzieci, zabawy.

### Międzynarodowe Spotkania Typograficzne „Typolub”
W ramach projektu Typolub organizowane są cykle spotkań poświęcone grafice użytkowej i typografii, których pomysłodawcą i realizatorem jest Dom Słów działający w ramach Ośrodka „Brama Grodzka – Teatr NN”. Typolub odbył się dwukrotnie, w 2012 i 2014 roku: pierwsza edycja jako Lubelskie Spotkania Typograficzne, zaś druga już jako Międzynarodowe Spotkania Typograficzne. Odzwierciedla to wielokulturowy zakres działań projektu, na który przybyli goście z całej Europy. Lokalizacja projektu w Lublinie wyznaczyła też ideę i tematykę konferencji; w trakcie drugiej edycji prezentowany był m.in. wykład na temat cyrylicy bułgarskiej. Przede wszystkim jednak spotkania miały na celu dyskusje nt. relacji zachodzących między tradycyjnym drukiem a komunikacją wizualną i jej nowymi formami.

## Nagrody i wyróżnienia
- Nagroda Erasmus EuroMedia za portal internetowy „Życie Żydów w Europie z dala od metropolii”, 2006[108]
- Europejska Nagroda Obywatelska, 2013[109]
- Nagroda w konkursie „Die Lebendigeste Erinnerungstadt” za program "Pamięć - Miejsce - Obecność", 2014[110]